# Armin Assinger
Armin Ignaz Assinger (Graz, 7 giugno 1964) è un conduttore televisivo ed ex sciatore alpino austriaco.

## Biografia

### Carriera sciistica
Specialista delle prove veloci originario di Hermagor-Pressegger See e fratello di Roland, a sua volta sciatore alpino, Assinger in Coppa del Mondo ottenne il primo risultato di rilievo il 14 dicembre 1985, piazzandosi 14º in discesa libera sul classico tracciato della Saslong in Val Gardena, salì per la prima volta sul podio il 22 febbraio dell'anno seguente, con il 3º posto nella discesa libera di Åre alle spalle dello svizzero Franz Heinzer e dell'austro-lussemburghese Marc Girardelli, e colse la prima vittoria il 22 dicembre 1992 a Bad Kleinkirchheim in supergigante. Ai Mondiali di Morioka 1993, sua unica partecipazione iridata, fu 14º nella discesa libera; l'anno dopo prese parte ai suoi unici Giochi olimpici invernali, Lillehammer 1994, classificandosi 15º nella discesa libera e 11º nel supergigante.
La stagione 1994-1995 fu l'ultima disputata da Assinger in Coppa del Mondo, nel corso della quale ottenne l'ultima vittoria (il 17 dicembre a Val-d'Isère in discesa libera) e l'ultimo podio (il 21 gennaio nella discesa libera di Wengen, dove giunse 3º dietro allo statunitense Kyle Rasmussen e al compagno di squadra Werner Franz); disputò l'ultima gara nel circuito il 16 marzo a Bormio, arrivando 17º in supergigante. Negli anni seguenti, fino al dicembre del 1998, partecipò sporadicamente a gare FIS e locali.

### Carriera televisiva
Dopo il ritiro dal Circo bianco Assinger intraprese la carriera televisiva, iniziando come commentatore delle gare di sci alpino per la ORF accanto a Robert Seeger (1995-2006). Nel 1999 assunse la conduzione del programma Glück gehabt, sempre per la ORF, e nel settembre del 2002 sostituì Barbara Stöckl alla guida di Die Millionenshow, la versione austriaca di Chi vuol essere milionario?. Nel 2005 condusse la cerimonia di consegna dei premi Romy, riconoscimento assegnato allo stesso Assinger per tre anni consecutivi (2000-2002) come "miglior presentatore sportivo" e per altre tre volte (2003-2005) come "presentatore più popolare". Nell'ottobre del 2012 ha assunto la conduzione del programma Einser Team, sempre per la ORF. Nelle sue apparizioni televisive Assinger fa spesso ricorso al dialetto della Carinzia; per questo l'associazione Förderverein Bairische Sprache und Dialekte gli assegnò il riconoscimento "Bairische Sprachwurzel".

## Palmarès

### Coppa del Mondo
- Miglior piazzamento in classifica generale: 10º nel 1993
- 10 podi (7 in discesa libera, 3 in supergigante):
  - 4 vittorie
  - 2 secondi posti
  - 4 terzi posti

#### Coppa del Mondo - vittorie
| Data             | Località              | Paese    | Specialità |
| ---------------- | --------------------- | -------- | ---------- |
| 22 dicembre 1992 | Bad Kleinkirchheim    | Austria  | SG         |
| 15 marzo 1993    | Sierra Nevada         | Spagna   | DH         |
| 20 marzo 1993    | Lillehammer Kvitfjell | Norvegia | DH         |
| 17 dicembre 1994 | Val-d'Isère           | Francia  | DH         |

Legenda:

DH = discesa libera

SG = supergigante

### Campionati austriaci
- 1 medaglia[5]:
  - 1 argento (discesa libera nel 1993)

### Campionati austriaci juniores
- 2 medaglie[5]:
  - 2 argenti (discesa libera, combinata nel 1982)